# Luigi Arrigossi
Luigi Arrigossi (Verona, 23 marzo 1824 – Verona, 9 agosto 1906) è stato un politico e avvocato italiano, Deputato del Regno per 5 legislature e successivamente Senatore dalla XIV.